# Dissidentes ingleses
Dissidentes ingleses (em inglês: English dissenters), também chamados de não conformistas, foram reformadores na Inglaterra que preferiram não continuar vinculados à Igreja Anglicana e fundaram as suas próprias congregações religiosas, nos séculos XVII e XVIII.
No início, tentaram uma reforma mais profunda na Igreja Anglicana, mas, depois, preferiram fazer rupturas, pois a Igreja Anglicana, controlada pelos Reis da Inglaterra, continuou a ser muito semelhante à Igreja Católica Romana.
Uma característica comum desses grupos era a de defesa da Separação entre a Igreja e o Estado.
Após 1660, ano no qual ocorreu a Restauração da Monarquia na Inglaterra, as rupturas se intensificaram. 
A Restauração de 1660 promoveu o episcopado e limitou, ainda mais, os direitos dos dissidentes, principalmente após o Ato de Uniformidade de 1662, que tornou obrigatória a ordenação episcopal para todos os pastores.
Entre os diversos grupos contavam-se:
Antigos
- Adamitas[2]
- Anabatistas
- Batistas
- Barrowistas
- Behmenistas
- Brownistas
- Congregacionalistas
- Escavadores
- Familistas
- Fifth Monarchy Men
- Free-will Men
- Gindletonians
- Jacobitas
- Niveladores
- Lollardos
- Metodistas
- Moravianos
- Muggletonians
- Presbiterianos
- Puritanos
- Quakers
- Ranters
- Sabbatarianos
- Seekers
- Socinians

Atualidade
Os dissidentes que sobreviveram
- Batistas
- Congregacionalistas
- Metodistas
- Moravianos
- Presbiterianos
- Quakers

## Alguns dissidentes notáveis
- Praise-God Barebone
- John Bunyan
- John Wesley
- Abiezer Coppe
- George Fox
- Thomas Venner
- Gerrard Winstanley
- Daniel Defoe
- Joseph Priestley